# 小行星33179
小行星33179（33179 Arsènewenger）是于1998年3月19日由英国天文学家伊恩·格里芬发现，为主带小行星。

## 命名
发现者伊恩·格里芬是英超球队阿森纳足球俱乐部的球迷，因此他以当时阿森纳主教练阿尔塞纳·温格命名这颗小行星。